# Imperatriza Marija (Schiff, 1915)
Die Imperatriza Marija (russisch Императрица Мария ‚Kaiserin Maria‘) war ein Schlachtschiff der Kaiserlich Russischen Marine. Das Schiff wurde am 30. November 1911 auf der Werft der Russischen Schiffbau Gesellschaft (Russud) in Nikolajew auf Kiel gelegt und lief am 1. November 1913 von Stapel. Die Imperatriza Marija war das Typschiff der gleichnamigen Klasse von russischen Großkampfschiffen, die insgesamt drei Schiffe umfasste. Der Ausbruch des Ersten Weltkrieges verzögerte zunächst die Fertigstellung, doch wurde das Schiff am 6. Juli 1915 schließlich in Dienst gestellt.

## Vorgeschichte
Im Jahre 1910 waren in Russland die Pläne für den Bau von drei neuen Schlachtschiffen entstanden. Die Schiffe sollten etwa die gleiche Kampfkraft wie die Einheiten der vorangegangenen Gangut-Klasse besitzen, aber dafür standfester als diese und architektonisch besser gestaltet sein. Die Bauaufträge wurden schließlich 1911 vergeben, allesamt an Werften in Nikolajew, um vor allem die Schwarzmeerflotte zu verstärken.
Benannt wurde das Schiff nach der Zarin Marija, der Großmutter des Zaren.

## Bautechnische Besonderheiten
Die Imperatriza Marija führte zwölf 305-mm-Geschütze in vier jeweils rund 858 Tonnen schweren Drillingstürmen, die entlang der Mittelschiffslinie (Cuniberti-System – nach dem italienischen Schiffbauer Vittorio Cuniberti bezeichnet) aufgestellt waren. Im Gegensatz zur Gangut-Klasse zeigte allerdings Turm B in Nullstellung in Richtung des Bugs. Diese Geschütze verfeuerten 471 Kilogramm schwere Granaten über eine Distanz von maximal etwa 25.000 Metern.
Zudem befanden sich 20 Stück 130-mm-Kanonen an Bord, die in jeweils zehn Kasematten zu beiden Seiten des Rumpfes untergebracht waren. Obwohl dieser Schiffstyp als eine weitgehend gelungene Konstruktion angesehen wird, sorgten die beiden jeweils vordersten 130-mm-Geschützkasematten später für Probleme, da das Freibord im Vorschiff zu knapp bemessen war und bei hoher Fahrt häufig Wasser durch diese Kasematten eindrang. Die beiden vordersten Geschütze der Mittelartillerie wurden deshalb 1916 auf dem Schwesterschiff Imperator Alexander III. ausgebaut und die Kasematten dichtgesetzt. Auf der Imperatriza Marija brauchte diese Maßnahme nicht durchgeführt zu werden, da sich hier die beiden Kasematten zwei Meter achterlicher befanden und damit deutlich weniger der See ausgesetzt waren.
Über dem Vorsteven konnte ein über diesen hinausragender Ladekran angebracht werden, der über ein System von Rollen die Übernahme von Gütern erlaubte. Obwohl der Vorsteven fast senkrecht abschloss, wirkte er infolgedessen wegen des Krans aber häufig sichelförmig. Ferner erhielt das Schiff zwei einfache Pfahlmasten anstelle der ursprünglich geplanten Gittermasten, da jene – so die Erfahrung – vor allem bei Vereisung in der Winterzeit zu starken Schwingungen neigten.
Das Schiff besaß vier Schrauben und zwei Ruder, welche allerdings hintereinander und nicht – wie häufig üblich – nebeneinander angebracht waren. Die Gesamtmasse der Panzerung betrug 7.036 ts, entsprach also etwa einem Drittel der gesamten Standardwasserverdrängung.

## Kriegseinsätze
Bereits kurz nach ihrer Indienststellung unternahm die Imperatriza Marija Vorstöße gegen die türkische Küste. Im Oktober 1915 nahm sie an einem Vorstoß gegen den türkischen Kohlehafen Zonguldak teil, beschoss ihn und patrouillierte im Anschluss daran bis Ende Oktober 1915 vor der bulgarischen Küste, da jenes Land im September 1915 auf der Seite der Mittelmächte in den Krieg eingetreten war. Ab Ende Dezember operierte das Schiff dann wieder gegen die Türkei. Am 8. Januar 1916 traf sie dabei bei einem neuerlichen Einsatz vor der türkischen Küste auf den in türkischen Diensten stehenden deutschen Schlachtkreuzer Goeben sowie den Kreuzer Midilli (den ehemals deutschen Kreuzer Breslau). Auf eine Entfernung von fast 20 Kilometern gabelte das russische Schlachtschiff mit der dritten Salve die gegnerischen Schiffe ein; die letzte Salve verfehlte die Goeben nur um etwa 50 Meter. Das Artilleriefeuer der Imperatriza Marija war, so sagten es die Deutschen später aus, so präzise, dass man sich zurückziehen musste. Die Goeben entzog sich daraufhin mit hoher Fahrt dem überlegenen, aber langsameren russischen Dreadnought. Noch bis auf eine Distanz von etwa 24 Kilometern verfolgten die Einschläge die sich zurückziehenden Schiffe.
Im Mai und Juni 1916 deckte das Schlachtschiff gemeinsam mit drei Kreuzern und mehreren Flugzeugmutterschiffen die Landung russischer Truppen bei Trabzon, um die türkische Anatolien-Front zu umgehen. Die Offensive blieb allerdings nach anfänglichen Erfolgen stecken. Bis zum Kriegsende veränderte sich der Frontverlauf nicht mehr.
Im Sommer 1916 übernahm Admiral Alexander Wassiljewitsch Koltschak den Oberbefehl über die Schwarzmeerflotte und machte die Imperatriza Marija zu seinem neuen Flaggschiff. Bereits Anfang Juli 1916 stach Koltschak mit der Imperatriza Marija und dem Schwesterschiff Imperatriza Jekaterina Welikaja in See, um die Goeben und andere Schiffe, welche die türkische Anatolien-Front mit Nachschub versorgten, zu stellen. Die türkischen Schiffe entdeckten die Falle jedoch, konnten die russische Flotte umgehen und am 4. Juli 1916 erfolgreich den russischen Nachschubhafen Tuapse beschießen.

## Verlust
In den späten Nachmittagsstunden des 20. Oktober 1916 brach auf der im Hafen von Sewastopol liegenden Imperatriza Marija ein Brand in einer der vorderen Kasematten der Mittelartillerie aus. Gegen 18:07 Uhr wurden die ersten Flammen bemerkt. Obwohl mit der Feuerbekämpfung sofort begonnen wurde, erreichte der Brand gegen 18:15 Uhr eine der Munitionskammern der Mittelartillerie mittschiffs, was kurz danach zwei heftige innere Explosionen auslöste. Die Explosionen rissen den vorderen Mast und den ersten Schornstein um. Außerdem brach die Stromversorgung zusammen. Dennoch schwamm das Schiff noch und die Besatzung konnte die im Heck liegenden Munitionskammern vorsorglich fluten.
Währenddessen waren Schlepper herangekommen und unternahmen gegen 18:30 Uhr einen Bergeversuch. Das Schiff sollte für den Fall des Untergangs in seichteres Gewässer gezogen werden. Im dunklen und völlig verqualmten Schiffsinneren war indessen an eine Bekämpfung des Feuers nicht mehr zu denken und so erreichten die Flammen gegen 19:00 Uhr eine weitere Munitionskammer im Vorschiff. Um 19:01 Uhr – die Schlepper hatten den Bug der Imperatriza Marija gerade in den Wind gedreht – erschütterte eine dritte Explosion das Schlachtschiff. Sie schleuderte Trümmerteile bis in 200 Meter Höhe, riss ein großes Loch in den Rumpf und sprengte Teile der Panzerplatten des Vorschiffes nach außen. Das Schiff nahm nun stark Wasser auf und begann zu sinken. Nachdem die Schlepper die Leinen gekappt hatten, kenterte die Imperatriza Marija um 19:15 Uhr und sank.
Offiziell fanden bei der Katastrophe insgesamt 151 Besatzungsangehörige den Tod. Schätzungsweise 250 Seeleute wurden verletzt, viele davon erlitten schwere Brandwunden. Eine unbekannte Anzahl der Verwundeten erlag in den nachfolgenden Tagen den schweren Verletzungen. Die Zahl der Toten dürfte somit verschiedenen Quellen zufolge bei bis zu 225 Toten gelegen haben.

## Spekulationen über die Verlustursache
Nach allem, was später festgestellt werden konnte, brach das Feuer in der Kasematte eines 130-mm-Geschützes auf der Backbordseite aus. Da zwischen dem Entdecken des Feuers und der ersten Explosion nur knapp zehn Minuten lagen, wurde darüber gemutmaßt, dass es sich um einen Sabotageakt gehandelt haben könnte, da das Feuer in dieser kurzen Zeit die Sicherheitstüren zu der Munitionskammer nicht hätte überwinden können. Für einen Anschlag könnte auch sprechen, dass die Mittelmächte einen aggressiveren Einsatz dieses Schiffes verhindern wollten. Admiral Alexander Wassiljewitsch Koltschak, der nur kurz zuvor das Kommando über die Schwarzmeerflotte übernommen hatte, plante in der Tat mit seinen schweren Schiffseinheiten ein offensiveres Vorgehen gegen die Türkei. Nicht zuletzt wegen eines angeblich mangelnden Angriffsgeistes hatte Koltschak den vorhergehenden Befehlshaber der Schwarzmeerflotte, Vizeadmiral Andrei Awgustowitsch Eberhardt (1856–1919), abgelöst. Da sich bei Gefechten in der Vergangenheit mehrfach die Überlegenheit der Imperatriza Marija gegenüber der türkischen Flotte gezeigt hatte, hätte es insofern auch im Interesse der Mittelmächte sein müssen, den russischen Dreadnought durch einen Sabotageakt zu zerstören.
Allerdings konnten für einen Anschlag keinerlei Anhaltspunkte gefunden werden. Das schnelle Versagen der Schutzeinrichtungen der Munitionsräume lässt sich damit erklären, dass in der Kasematte des 130-mm-Geschützes Bereitschaftsmunition gelagert wurde, obwohl das Schiff im Hafen lag. Es ist davon auszugehen, das diese wegen des Brandes explodiert (die erste Detonation) ist, dadurch könnten auch die Schutztüren zerstört und die in der Kammer gelagerte Munition schnell ebenfalls zur Explosion gebracht worden sein (die zweite Detonation). Auch vergingen bis zur finalen und letztlich verhängnisvollen dritten Explosion (etwa gegen 19:01 Uhr) fast 50 Minuten. In dieser Zeit wütete das Feuer ungehindert im Schiffsinneren. Wegen des Stromausfalls lagen weite Teile des Rumpfes im Dunkeln und die Pumpen konnten nicht genutzt werden, weshalb sich die Flammen ungehindert im Inneren bis zu einer weiteren Munitionskammer ausbreiten konnten. Es erscheint relativ unwahrscheinlich, dass die dritte Explosion durch einen gezielten Anschlag ausgelöst wurde, da es kaum möglich gewesen wäre, sie im dunklen, verqualmten und brennenden Schiff 50 Minuten lang hinauszuzögern und dann gezielt zu zünden. Vielmehr ist von einer Folgeexplosion im Rahmen des Brandes und der vorhergegangenen Zerstörungen auszugehen.
Der Brand selbst, der die Katastrophe verursachte, ist wahrscheinlich durch eine Selbstentzündung von Cellulosenitrat verursacht worden, das in den Treibladungen genutzt wurde. Zudem wurde an Bord der russischen Schiffe oftmals leichtfertig mit dem äußerst reaktionsfähigen Stoff umgegangen, weshalb ein Unfall naheliegt. Da Cellulosenitrat beim Brennen keinen Rauch entwickelt und auch ohne Sauerstoffzufuhr reagieren kann, ist es möglich, dass der Brand sich auch über einen längeren Zeitraum entwickelt haben kann, ehe er bemerkt wurde. Schiffsverluste durch die Selbstentzündung von Cellulosenitrat waren in dieser Zeit keine Seltenheit, auch die britische, die französische und die japanische Flotte erlitten durch Pulverselbstentzündungen mehrere Verluste.

## Verbleib des Schiffes

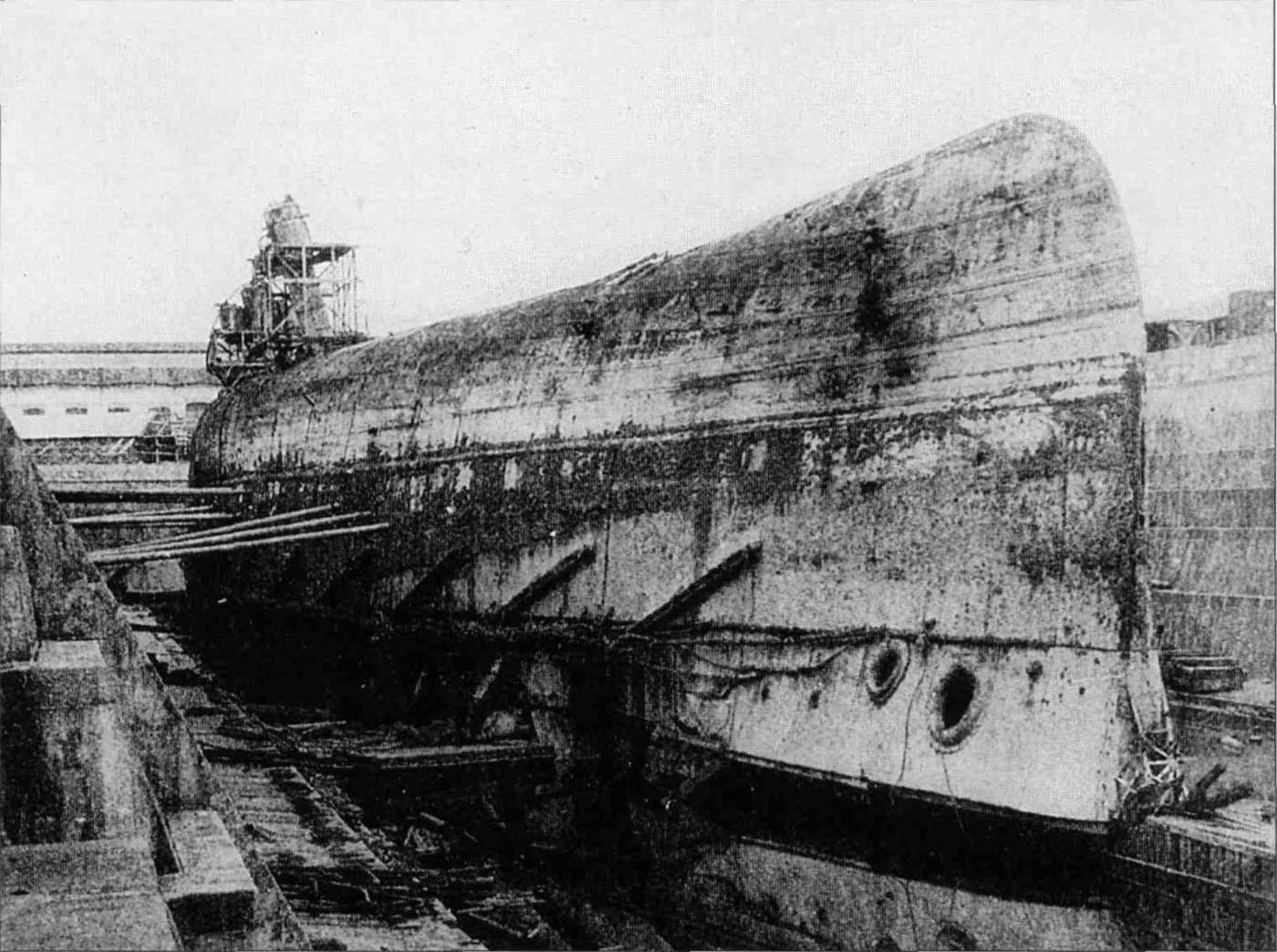
Kieloben eingedockt

Das kieloben liegende Wrack des Schlachtschiffes verblieb zunächst bis 1918 an der Untergangsstelle, da die Russische Revolution und die Wirren des Bürgerkrieges eine Bergung lange Zeit verhinderten. Erst am 18. Juni 1918 wurde das Wrack unter deutscher Regie gehoben und – immer noch kieloben – in Sewastopol eingedockt. Da sich die Schäden aber als irreparabel erwiesen, wurde die Imperatriza Marija ab Sommer 1922 abgewrackt. Letzte Reste des Schiffes wurden 1926 verschrottet. Die Hauptwaffen wurden in drei Eisenbahngeschützen TM-3-12 im Zweiten Weltkrieg von sowjetischer und finnischer Seite verwendet.

## Trivia
Der sowjetische Autor Anatoli Rybakow konstruierte in seinem Jugendbuch "Der Marinedolch", das im Moskau der Jahre 1921/22 spielt, eine Detektivgeschichte um die Aufklärung eines Sprengstoffanschlags auf das Schiff.